# パオロとフランチェスカ (シェフェールの絵画)
『パオロとフランチェスカ』（英: Francesca da Rimini and Paolo Malatesta Appraised by Dante and Virgil）は、アリ・シェフェールが1855年に描いた絵画。
ラヴェンナに生まれ育ったグイード・ダ・ポレンタの娘であるフランチェスカ・ダ・リミニは、ジョヴァンニ・マラテスタに嫁いだが、義弟である眉目秀麗なパオロ・マラテスタと恋に落ちる。口づけをする2人を目撃したジョヴァンニは、2人を剣で刺す。
これは歴史的なドラマであり、ダンテ・アリギエーリの『神曲』3部作の第1編の中にある、第2圏5歌のテーマを構成している。『アエネーイス』を著した人物であって、ダンテの師であり、また象徴的なナビゲーターでもあるウェルギリウスに伴われ、地獄の嵐の中で、詩人は、理性を省みることなく自らの情熱に身を委ねて報いを受ける恋人たちと会う。
パオロが、顔をヴェールで覆って、フランチェスカの悲痛な話に打ちのめされている一方で、より弱い彼女が、愛しい者の絶望に苦しんでいることを打ち明け、心を揺さぶられるのである。
複雑な状況がシンプルに表現されている。画面左側では、明るい対角線と絡まり合った曲線が、裸身の恋人たちと白色のドレープを背景の単色画（グリザイユ）から浮かび上がらせており、画面右側では、赤い帽子のダンテと月桂冠をかぶったウェルギリウスが、沈鬱な表情で影の中に佇んでいる。フランチェスカの左肩甲骨のあたりと、パオロの右胸に、剣の傷跡が微かに見える。